# Stephen Yepmo
Stephen Yepmo (...) è un giocatore di football americano francese, che gioca come runningback per i Paris Musketeers.
Dopo aver giocato dal 2013 al 2018 per i Black Panthers de Thonon (con una parentesi agli svizzeri Geneva Seahawks), si è trasferito nel 2019 ai tedeschi Elmshorn Fighting Pirates. Ritiratosi al termine di quella stagione, è rientrato in attività nel 2023 con i Paris Musketeers.

## Palmarès
- 1 World Games (2017)
- 1 Europeo (2018)
- 2 Casque de Diamant (Black Panthers de Thonon, 2013, 2014)
- 1 Lega Nazionale B (Geneva Seahawks, 2016)